# Kithandur, Kolar
Kithandur là một làng thuộc tehsil Kolar, huyện Kolar, bang Karnataka, Ấn Độ.